# Cale Makar
Cale Makar (Calgary, Alberta, 30 de octubre de 1998) apodado The Kid, Baby Face o All Hail Cale, es un jugador profesional canadiense de hockey sobre hielo que se desempeña en la posición de defensor derecho en Colorado Avalanche, equipo de la National Hockey League (NHL).

## Carrera
Fue seleccionado en la primera ronda en la NHL Entry Draft de 2017. En 2018 hizo su debut profesional con el equipo Colorado Avalanche, donde lleva jugando seis temporadas.